# Campeonato Sudamericano 1924/Spiele
Diese Seite ist eine Unterseite zum Artikel Campeonato Sudamericano 1924, der über dieses Turnier für Fußballnationalmannschaften Südamerikas informiert.
| Pl. | Land        | Sp. | S | U | N | Tore    | Diff. | Punkte |
| --- | ----------- | --- | - | - | - | ------- | ----- | ------ |
| 1.  | Uruguay     | 3   | 2 | 1 | 0 | 008:100 | +7    | 05:10  |
| 2.  | Argentinien | 3   | 2 | 0 | 1 | 002:000 | +2    | 04:20  |
| 3.  | Paraguay    | 3   | 1 | 1 | 1 | 004:400 | ±0    | 03:30  |
| 4.  | Chile       | 3   | 0 | 0 | 3 | 001:100 | −9    | 0:60   |

## Argentinien – Paraguay 0:0
| Argentinien                                     | Argentinien | Paraguay | Paraguay |
| ----------------------------------------------- | --- | --- | -------- |
| Argentinien                                     | \| 12. Oktober 1924 in Montevideo (Parque Central) \| \| Zuschauer: 12.000 \| \| Schiedsrichter: Angel Minoli ( Uruguay) \| | \| 12. Oktober 1924 in Montevideo (Parque Central) \| \| Zuschauer: 12.000 \| \| Schiedsrichter: Angel Minoli ( Uruguay) \| | Paraguay |
| Argentinien                                     | Tesoriere – Bidoglio, Bearzotti – Médici, Vaccaro, Solari – Tarasconi, Loyarte, Sosa, Seoane, Onzari                        | Denis – Durand, Sirvent – Centurión-Miranda, Fleitas-Solich, I. Benítez-Casco – Capdevila, Molinas, López, Rivas, Fretes    | Paraguay |
| 12. Oktober 1924 in Montevideo (Parque Central) | | |          |
| Zuschauer: 12.000                               | | |          |
| Schiedsrichter: Angel Minoli ( Uruguay)         | | |          |

## Uruguay – Chile 5:0 (1:0)
| Uruguay                                         | Uruguay | Chile | Chile |
| ----------------------------------------------- | --- | --- | ----- |
| Uruguay                                         | \| 19. Oktober 1924 in Montevideo (Parque Central) \| \| Zuschauer: 15.000 \| \| Schiedsrichter: Eduardo Jara ( Paraguay) \| | \| 19. Oktober 1924 in Montevideo (Parque Central) \| \| Zuschauer: 15.000 \| \| Schiedsrichter: Eduardo Jara ( Paraguay) \| | Chile |
| Uruguay                                         | Mazali – Nasazzi, Arispe – Bucetta, Zingone, Ghierra – Urdinarán, Scarone, Petrone, Cea, Romano                              | Ramírez – Ernst, Hamablet – F. Arellano, Toro, Morales – Abarzúa, Reyes, Domínguez, Molina, Olguín                           | Chile |
| Uruguay                                         | 1:0 Petrone (40.) 2:0 Petrone (53.) 3:0 Zingone (73.) 4:0 Romano (78.) 5:0 Petrone (88.)                                     | | Chile |
| 19. Oktober 1924 in Montevideo (Parque Central) | | |       |
| Zuschauer: 15.000                               | | |       |
| Schiedsrichter: Eduardo Jara ( Paraguay)        | | |       |

## Argentinien – Chile 2:0 (1:0)
| Argentinien                                     | Argentinien | Chile | Chile |
| ----------------------------------------------- | --- | --- | ----- |
| Argentinien                                     | \| 25. Oktober 1924 in Montevideo (Parque Central) \| \| Zuschauer: 15.000 \| \| Schiedsrichter: Angel Minoli ( Uruguay) \| | \| 25. Oktober 1924 in Montevideo (Parque Central) \| \| Zuschauer: 15.000 \| \| Schiedsrichter: Angel Minoli ( Uruguay) \| | Chile |
| Argentinien                                     | Tesoriere – Bidoglio, Bearzotti – Médici, Fortunato, Solari – Garassini, Loyarte, Sosa, Seoane, Onzari                      | Robles – Ernst, Hamablet – F. Arellano, Toro, D. Arellano – Abarzúa, Reyes, Domínguez, Morales, Olguín                      | Chile |
| Argentinien                                     | 1:0 Sosa (5.) 2:0 Loyarte (78.)                                                                                             | | Chile |
| 25. Oktober 1924 in Montevideo (Parque Central) | | |       |
| Zuschauer: 15.000                               | | |       |
| Schiedsrichter: Angel Minoli ( Uruguay)         | | |       |

## Uruguay – Paraguay 3:1 (1:1)
| Uruguay                                         | Uruguay | Paraguay | Paraguay |
| ----------------------------------------------- | --- | --- | -------- |
| Uruguay                                         | \| 26. Oktober 1924 in Montevideo (Parque Central) \| \| Zuschauer: 14.000 \| \| Schiedsrichter: Alberto Parodi ( Chile) \| | \| 26. Oktober 1924 in Montevideo (Parque Central) \| \| Zuschauer: 14.000 \| \| Schiedsrichter: Alberto Parodi ( Chile) \|    | Paraguay |
| Uruguay                                         | Mazali – Nasazzi, Arispe – Alzugaray, Zingone, Ghierra – Urdinarán, Scarone, Petrone, Cea, Romano                           | Denis – Durand, Sirvent – Centurión-Miranda, Fleitas-Solich, I. Benítez-Casco – Capdevila, Molinas, Urbita-Sosa, Rivas, Fretes | Paraguay |
| Uruguay                                         | 1:1 Petrone (28.) 2:1 Cea (66.) 3:1 Romano (83.)                                                                            | 0:1 Rivas (15.) | Paraguay |
| 26. Oktober 1924 in Montevideo (Parque Central) | | |          |
| Zuschauer: 14.000                               | | |          |
| Schiedsrichter: Alberto Parodi ( Chile)         | | |          |

## Paraguay – Chile 3:1 (2:1)
| Paraguay                                        | Paraguay | Chile | Chile |
| ----------------------------------------------- | --- | --- | ----- |
| Paraguay                                        | \| 1. November 1924 in Montevideo (Parque Central) \| \| Zuschauer: 1.000 \| \| Schiedsrichter: Servando Pérez ( Argentinien) \| | \| 1. November 1924 in Montevideo (Parque Central) \| \| Zuschauer: 1.000 \| \| Schiedsrichter: Servando Pérez ( Argentinien) \| | Chile |
| Paraguay                                        | Torres – A.Benítez-Casco, Sirvent – Centurión-Miranda, Díaz, I. Benítez-Casco – Capdevila, Molinas, López, Rivas, Fretes         | Ramírez – Ernst, Hamablet – F. Arellano, Toro, D. Arellano – Abarzúa, Reyes, Domínguez, Morales, Olguín                          | Chile |
| Paraguay                                        | 1:1 López (15.) 2:1 López (33.) 3:1 Rivas (52.)                                                                                  | 0:1 Arellano (6.) | Chile |
| 1. November 1924 in Montevideo (Parque Central) | | |       |
| Zuschauer: 1.000                                | | |       |
| Schiedsrichter: Servando Pérez ( Argentinien)   | | |       |

## Uruguay – Argentinien 0:0
| Uruguay                                         | Uruguay | Argentinien | Argentinien |
| ----------------------------------------------- | --- | --- | ----------- |
| Uruguay                                         | \| 2. November 1924 in Montevideo (Parque Central) \| \| Zuschauer: 20.000 \| \| Schiedsrichter: Carlos Fanta ( Chile) \| | \| 2. November 1924 in Montevideo (Parque Central) \| \| Zuschauer: 20.000 \| \| Schiedsrichter: Carlos Fanta ( Chile) \| | Argentinien |
| Uruguay                                         | Mazali – Nasazzi, Arispe – Alzugaray, Zingone, Ghierra – Urdinarán, Barlocco, Petrone, Cea, Romano                        | Tesoriere – Bidoglio, Bearzotti – Médici, Cochrane, Solari – Tarasconi, Loyarte, Sosa, Seoane, Onzari                     | Argentinien |
| 2. November 1924 in Montevideo (Parque Central) | | |             |
| Zuschauer: 20.000                               | | |             |
| Schiedsrichter: Carlos Fanta ( Chile)           | | |             |